# Internationaux de Tennis de Toulouse 2022
L'Internationaux de Tennis de Toulouse 2022 è stato un torneo maschile tennis professionistico. È stata la 1ª edizione del torneo, facente parte della categoria Challenger 80 nell'ambito dell'ATP Challenger Tour 2022, con un montepremi di 45 730 €. Si è svolto dal 29 agosto al 4 settembre 2022 sui campi in terra rossa dello Stade Toulousain Tennis Club di Tolosa, in Francia.

## Partecipanti

### Teste di serie
| Nazionalità | Giocatore           | Ranking* | Testa di serie |
| ----------- | ------------------- | -------- | -------------- |
| Spagna      | Carlos Taberner     | 118      | 1              |
| Svezia      | Elias Ymer          | 135      | 2              |
| Francia     | Alexandre Müller    | 144      | 3              |
| Italia      | Gianluca Mager      | 165      | 4              |
| Argentina   | Marco Trungelliti   | 180      | 5              |
| Argentina   | Facundo Díaz Acosta | 228      | 6              |
| Ungheria    | Fábián Marozsán     | 239      | 7              |
| Spagna      | Pol Martín Tiffon   | 242      | 8              |

* Ranking al 22 agosto 2022.

### Altri partecipanti
I seguenti giocatori hanno ricevuto una wild card per il tabellone principale:
- Titouan Droguet
- Mathys Erhard
- Arthur Reymond

I seguenti giocatori sono entrati in tabellone come alternate:
- João Domingues
- Ivan Gakhov
- Benjamin Hassan

I seguenti giocatori sono passati dalle qualificazioni:
- Karol Drzewiecki
- Jurgen Briand
- Kimmer Coppejans
- Ugo Blanchet
- Andrey Chepelev
- Arthur Fils

Il seguente giocatore è entrato in tabellone come lucky loser:
- Román Andrés Burruchaga

## Campioni

### Singolare
Kimmer Coppejans ha sconfitto in finale  Maxime Janvier con il punteggio di 6(8)–7, 6–4, 6–3.

### Doppio
Maxime Janvier /  Malek Jaziri hanno sconfitto in finale  Théo Arribagé /  Titouan Droguet con il punteggio di 6–3, 7–6(5).